# Horst Lommer (Jurist)
Hermann Thuiskon Horst Lommer (* 20. August 1824 in Wichmar; † 15. August 1905 in Jena) war ein deutscher Jurist und Ehrenbürger der Stadt Jena. 

## Lebenslauf
Horst Lommer wurde am 20. August 1824 als Sohn eines Pfarrers geboren. Nach dem Abitur studierte er Jura und war danach als Assessor beim Oberappellationsgericht in Jena tätig. 
1879 wurde er nach einer Zeit als Staatsanwalt zum Oberappellationsgerichtsrat befördert. Im selben Jahre wechselte er noch als Oberstaatsanwalt zum Gemeinschaftlichen Thüringischen Oberlandesgericht. Anlässlich seines 50. Dienstjubiläums 1896 wurde er zum Geheimen Oberjustizrat ernannt und erhielt die Ehrenbürgerrechte der Stadt Jena. Die Gesamtuniversität Jena verlieh ihm die Ehrendoktorwürde. Als Naturfreund und als Vorsitzender des Verschönerungsvereins erwarb sich Lommer Verdienste um die Verschönerung von Jenas Umgebung, die Anlass der Ehrenbürgerwürde war. 1910 wurde der Lommerweg in Jena-West nach ihm benannt. 
Sein Bruder war der Generalarzt Emil Lommer. 

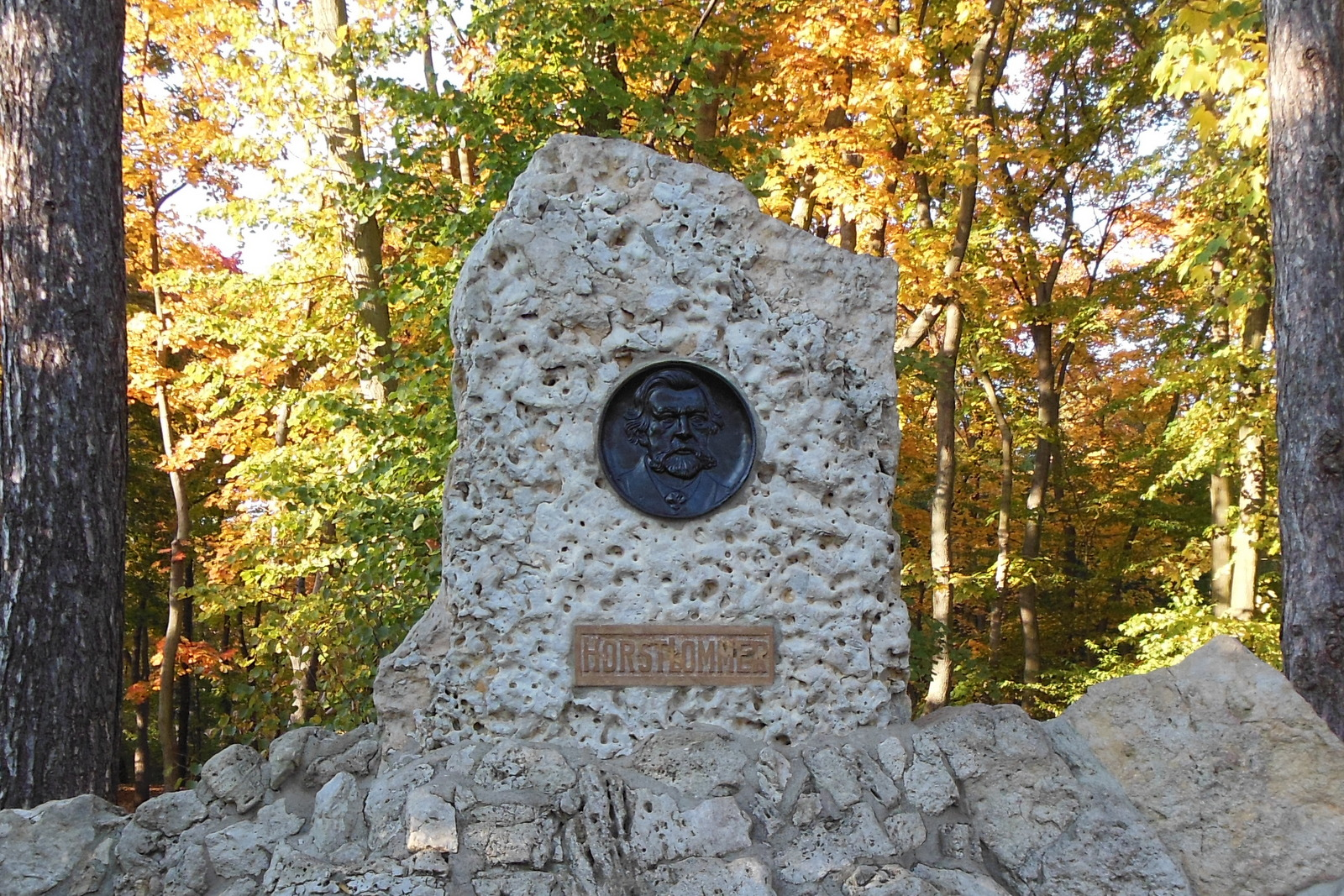
Denkmal am Landgraf, Jena